# Han So-hee
Lee So-hee, conocida artísticamente como Han So-hee (en hangul 한소희; hanja, 韓素希; RR, Han So-hui) es una actriz y modelo surcoreana.

## Biografía
Lee So-hee nació en 1993, y no en 1994 como se había creído en sus primeros años de carrera. En octubre de 2024 la propia actriz explicó a través de su agencia el motivo de esta discrepancia de fechas: cuando iba a empezar el cuarto curso en la escuela primaria su madre fue encarcelada acusada de fraude, y So-hee pasó un año en casa sin ir a la escuela, tras el cual retomó los estudios con niños un año menores que ella. El caso se hizo público cuando un internauta publicó una copia del registro catastral de la actriz, donde aparecía el dato correcto.
Han fue criada por su abuela desde que tenía cinco años, edad a la que se separaron sus padres, y desde entonces no tuvo contactos con su madre. Asistió al Ulsan Girls’ High School. Fue a vivir a Seúl poco antes de graduarse, y comenzó a trabajar como modelo de publicidad para pagar el alquiler, lo que hizo surgir en ella el interés por la interpretación.
Su madre volvió a ser detenida el 3 de septiembre de 2024, acusada esta vez de haber operado un sitio de juegos de azar ilegal durante unos veinte meses.

## Carrera
Desde 2018 es miembro de la agencia U-ATTO Entertainment (9ato Entertainment, 유아토엔터테인먼트). 
En 2017 se unió al elenco recurrente de la serie Reunited Worlds (también conocida como "Into the World Again"), donde dio vida a Lee Seo-won, una periodista de moda y la novia del doctor Sung Yeong-joon (Yoon Sun-woo).
En noviembre del mismo año se unió al elenco de la serie Money Flower, donde interpretó a Yoon Seo-won, la amante secreta de Jang Boo-cheon (Jang Seung-jo), con el que tiene un hijo de cinco años.
En septiembre del 2018 se unió al elenco principal de la serie 100 Days My Prince, donde dio vida a Kim So-hye, una mujer que se ve obligada a contraer matrimonio con un hombre al que no ama, y que en realidad está enamorada de Moo-yeon (Kim Jae-young), uno de los asesinos a sueldo de su padre.
En mayo del 2019 se unió al elenco recurrente de la serie Abyss, donde interpretó a Jang Hee-jin, la egoísta exnovia de Cha Min (Ahn Se-ha), a quien abandona ya que sólo estaba interesada en su dinero, hasta el final de la serie en junio del mismo año.
El 27 de marzo del 2020 se unió al elenco de la serie The World of the Married, donde dio vida a Yeo Da-kyung, una joven y egoísta instructora de pilates cuya aventura con Lee Tae-oh (Park Hae-joon), es descubierta por su esposa, lo que ocasiona que su vida vaya en picada, hasta el final de la serie el 16 de mayo del mismo año.
El 19 de junio de 2021 se unió al elenco principal de la serie Aun así (título internacional: Nevertheless; también conocida como "I Know But"), donde interpretó a Yoo Na-bi, una joven que no confía en el amor después de haber tenido una experiencia cruel y amarga con su primer amor.
El 15 de octubre del mismo año apareció como parte del elenco principal de la serie de Netflix Mi nombre (también conocida como "Nemesis"), donde dio vida a Yoon Ji-woo, la miembro de una red organizada de drogas que para descubrir la verdad sobre la muerte de su padre, se une a la pandilla y se infiltra en la policía.
Aunque originalmente se había anunciado en julio del mismo año que se había unido al elenco de la película Gentleman, donde interpretaría a Kim Hwa-jin, una fiscal que coopera con Ji Hyun-soo (un hombre que se ve envuelto en un gran incidente) para aclarar los falsos cargos de asesinato que tiene en su contra, más tarde ese mismo mes se anunció que había dejado el proyecto debido a que sufría de fatíga severa.
El 23 de marzo de 2022 se unirá al elenco principal de la serie web Soundtrack #1 donde dará vida a Lee Eun-soo, una letrista divertida y honesta que no tiene miedo de decir lo que piensa.

## Filmografía

### Cine
| Año  | Título     | Hangul | Papel   | Ref.   |
| ---- | ---------- | ------ | ------- | ------ |
| 2024 | Heavy Snow | 폭설   | Seol-yi | [ 28 ] |

### Series de televisión
| Año     | Título                       | Hangul         | Personaje                | Canal   | Notas                           | Ref.          |
| ------- | ---------------------------- | -------------- | ------------------------ | ------- | ------------------------------- | ------------- |
| 2006    | Spring Waltz                 | 봄의 왈츠      | Seo Eun-young (de joven) | KBS2    | 20 episodios                    |               |
| 2017    | Reunited Worlds              | 다시 만난 세계 | Lee Seo-won              | SBS     | 40 episodios                    |               |
| 2017-18 | Money Flower                 | 돈꽃           | Yoon Seo-won             | MBC     | 24 episodios                    | [ 29 ]        |
| 2018    | 100 Days My Prince           | 백일의 낭군님  | Kim So-hye               | tvN     | 16 episodios                    |               |
| 2018    | After The Rain               | 옥란면옥       | Soo-jin                  | KBS2    |                                 |               |
| 2019    | Abyss                        | 어비스         | Jang Hee-jin             | tvN     | 16 episodios                    | [ 30 ]        |
| 2020    | The World of the Married     | 부부의 세계    | Yeo Da-kyung             | JTBC    | 16 episodios                    | [ 31 ] [ 32 ] |
| 2021    | Aun así                      | 알고있지만     | Yoo Na-bi                | JTBC    | 10 episodios                    |               |
| 2021    | Mi nombre                    | 마이네임       | Yoon Ji-woo              | Netflix | 8 episodios                     | [ 33 ]        |
| 2023    | El monstruo de la vieja Seúl | 경성크리처     | Yoon Chae-ok             | Netflix | Primera temporada, 10 episodios | [ 34 ] [ 35 ] |
| 2024    | El monstruo de la vieja Seúl | 경성크리처     | Yoon Chae-ok             | Netflix | Segunda temporada, 7 episodios  |               |

### Series web
| Año  | Título        | Hangul       | Personaje   | Canal               | Notas | Ref. |
| ---- | ------------- | ------------ | ----------- | ------------------- | ----- | ---- |
| 2022 | Soundtrack #1 | 사운드트랙#1 | Lee Eun-soo | NHN Bugs! / Disney+ |       |      |

### Programas de variedades
| Año  | Programa      | Cadena | Notas       |
| ---- | ------------- | ------ | ----------- |
| 2019 | 바다가 들린다 | MBN    | 4 episodios |

### Apariciones en videos musicales
| Año  | Artista(s)    | Canción              | Notas |
| ---- | ------------- | -------------------- | ----- |
| 2016 | SHINee        | "Tell Me What To Do" |       |
| 2017 | Jung Yong-hwa | "That Girl"          |       |
| 2018 | Roy Kim       | "The Hardest Part"   |       |
| 2019 | MeloMance     | "You&I"              |       |
| 2023 | Jungkook      | "Seven"              |       |

### Eventos
| Año  | Título                  | Notas |
| ---- | ----------------------- | ----- |
| 2021 | 2021 Asia Artist Awards |       |

### Anuncios
| Año  | Título                   | Notas                                   |
| ---- | ------------------------ | --------------------------------------- |
| 2016 | CJ - "그곳에 가면"       |                                         |
| 2016 | 동서식품 - "리츠 크래커" |                                         |
| 2017 | SK텔레콤 - "S3 기어"     |                                         |
| 2020 | L'Oréal Paris            | (productos para el cuidado del cabello) |

### Sesiones fotográficas
| Año  | Título                           | Notas                               |
| ---- | -------------------------------- | ----------------------------------- |
| 2020 | STONEHENgE - "Beautiful Moments" | (modelo para la campaña de joyería) |

## Premios y nominaciones
| Año  | Premio                          | Categoría                                        | Trabajo                  | Resultado | Ref.                 |
| ---- | ------------------------------- | ------------------------------------------------ | ------------------------ | --------- | -------------------- |
| 2017 | Premios 017 MAXIM K-model       | CF Model                                         | -                        | Ganadora  |                      |
| 2017 | Premios MBC Drama               | Mejor actriz revelación                          | Money Flower             | Nominada  |                      |
| 2020 | 56.os premios Baeksang Arts     | Mejor actriz revelación (TV)                     | The World of the Married | Nominada  | [ 39 ] [ 40 ]        |
| 2020 | 18.os premios Brand of the Year | Mejor actriz revelación                          | The World of the Married | Ganadora  | [ 41 ]               |
| 2020 | 5.os premios Asia Artist        | Mejor actriz revelación                          | The World of the Married | Ganadora  | [ 42 ] [ 43 ] [ 44 ] |
| 2020 | Premios 2021 Korea First Brand  | Mejor actriz revelación                          | Han So-hee               | Ganadora  | [ 45 ]               |
| 2020 | 7.os premios APAN Star          | Mejor actriz revelación                          | The World of the Married | Nominada  |                      |
| 2021 | Premios 2021 Korea First Brand  | Mejor actriz revelación                          | The World of the Married | Ganadora  |                      |
| 2021 | Premios 2021 Asia Artist        | Mejor actriz                                     | Han So-hee               | Ganadora  | [ 46 ]               |
| 2022 | 58.os premios Baeksang Arts     | Mejor actriz                                     | Mi nombre                | Nominada  | [ 47 ]               |
| 2022 | Premios Blue Dragon Series      | Mejor actriz revelación                          | Mi nombre                | Nominada  | [ 48 ]               |
| 2022 | Premios APAN Star               | Premio a la gran excelencia, actriz en serie OTT | Mi nombre                | Nominada  | [ 49 ]               |
| 2022 | Premios APAN Star               | Actriz más popular                               | Mi nombre                | Nominada  | [ 50 ]               |
| 2022 | Premios 2022 Asia Artist        | Mejor actriz                                     | Han So-hee               | Ganadora  | [ 51 ]               |